# Edit Miklós
Edit Miklós (n. 31 martie 1988, Miercurea Ciuc, România) este o schioare alpină, având dublă naționalitate română și maghiară, specializată în probele de viteză (coborâre și super-G).

## Biografie
Născută la Miercurea Ciuc, în România, într-o familie aparținând minorității maghiare, Miklós a început să schieze la vârsta de 5 ani. Ea a participat la competiții pentru tineri de la 12 ani și și-a făcut debutul în Cupa Mondială în decembrie 2005.
S-a accidentat cu puțin timp înainte de Jocurile Olimpice de iarnă din 2006 și a fost nevoită să declare forfait. Apoi, la Campionatele Mondiale din 2009 de la Val-d'Isère, a reușit să intre de două ori în primele douăzeci, clasându-se pe locul optsprezece atât la coborâre, cât și la super-G. Calificată pentru Jocurile Olimpice de la Vancouver din 2010, a participat la proba de coborâre, dar a abandonat în urma unei căzături, fiind diagnosticată cu o ruptură a ligamentelor încrucișate anterioare.
Până atunci concurând pentru România, Miklós a optat pentru cetățenia maghiară în timpul iernii 2010-2011. A fost autorizată de FIS să concureze pentru noua sa țară pe 17 ianuarie 2011, cu sprijinul Federației Maghiare de Schi.
La Jocurile Olimpice de la Soci din 2014, după un loc 16 în supercombinată, a terminat pe locul șapte în proba de coborâre, obținând cel mai bun rezultat pentru o sportivă maghiară în schiul alpin la Jocurile Olimpice. Trei săptămâni mai târziu, cu ocazia coborârii de la Crans-Montana, își îmbunătățește cea mai bună performanță în Cupa Mondială, clasându-se pe locul cinci.
Pe 24 ianuarie 2015 a devenit prima sportivă maghiară care urcă pe podiumul unei etape de Cupă Mondială la schi alpin, ocupând locul al III-lea în proba de coborâre de la St. Moritz. În decembrie 2016, obține al doilea podium în coborâre, la Lake Louise.
În 2018, după ce a ratat participarea la Jocurile Olimpice de la Pyeongchang, și-a încheiat cariera sportivă, fiind în dezacord cu federația. Ulterior, devine președinta Federației Maghiare de Schi.

## Palmares

### Rezultate olimpice
| Proba / Ediție  | Canada Vancouver 2010 | Rusia Sotchi 2014 |
| Coborâre        | Abandon               | Locul 7           |
| Super G         | -                     | Locul 15          |
| Slalom uriaș    | -                     | Locul 34          |
| Super combinată | -                     | Locul 16          |

### Campionatul Mondial
| Proba / Ediție                                            | Coborâre | Super G  | Super combinată |
| Mondiale 2009 · Franța Val-d'Isère                        | Locul 18 | Locul 18 | -               |
| Mondiale 2011 · Germania Garmisch-Partenkirchen           | -        | Locul 31 | Locul 23        |
| Mondiale 2013 · Austria Schladming                        | Locul 23 | -        | Locul 19        |
| Mondiale 2015 · Statele Unite ale Americii · Beaver Creek | Locul 13 | -        | -               |

### Cupa Mondială
- Cel mai bun clasament general: locul 43 în 2016.
- 2 podiumuri (în proba de coborâre).

#### Différents classements en Coupe du monde
| Sezon / Proba | Sezon / Proba | General   | General | Coborâre | Coborâre | Super G  | Super G | Combinată | Combinată |
| ------------- | ------------- | --------- | ------- | -------- | -------- | -------- | ------- | --------- | --------- |
| Sezon / Proba | Sezon / Proba | Clasare   | Puncte  | Clasare  | Puncte   | Clasare  | Puncte  | Clasare   | Puncte    |
| 2009          | 2009          | Locul 130 | 1       | -        | -        | Locul 53 | 1       | -         | -         |
| 2010          | 2010          | Locul 121 | 8       | -        | -        | Locul 53 | 5       | Locul 41  | 3         |
| 2012          | 2012          | Locul 115 | 1       | -        | -        | -        | -       | Locul 38  | 1         |
| 2013          | 2013          | Locul 90  | 26      | Locul 34 | 26       | -        | -       | -         | -         |
| 2014          | 2014          | Locul 64  | 80      | Locul 26 | 80       | -        | -       | -         | -         |
| 2015          | 2015          | Locul 51  | 125     | Locul 21 | 116      | Locul 45 | 9       | -         | -         |
| 2016          | 2016          | Locul 43  | 213     | Locul 14 | 207      | Locul 46 | 6       | -         | -         |
| 2017          | 2017          | Locul 58  | 131     | Locul 20 | 108      | Locul 39 | 23      | -         | -         |
| 2018          | 2018          | Locul 105 | 18      | Locul 39 | 18       | -        | -       | -         | -         |